# Francesco Saba Sardi
Francesco Saba Sardi (Trieste, 1922 – Milano, 17 ottobre 2012) è stato uno scrittore, curatore editoriale, traduttore, critico letterario e critico d'arte italiano.

## Biografia
Triestino trapiantato a Milano, ha vissuto sempre in viaggio. Grazie alla sua competenza poliglotta, parlava e traduceva da sette lingue. Oltre a un'intensa attività di traduttore, è stato prolifico autore, frequentatore di vari generi letterari su argomenti disparati: è autore, infatti, di cinquantasei libri, tra romanzi, saggi, testimonianze di viaggi e raccolte di poesie.
Per la sua attività di traduttore Saba Sardi ha ricevuto, nel 1980, il premio San Gerolamo (sezione traduzione letteraria) e nel 2002 il Premio Trieste (sezione traduzione).
È inoltre stato insignito del Premio Nazionale per la Traduzione conferito dalla Presidenza della Repubblica Italiana nel 2005 con la seguente motivazione:
Ha viaggiato in vari continenti, dedicandosi anche allo studio delle religioni, sia nelle società "evolute" sia in quelle "primitive". Ha incontrato in Africa e Brasile realtà ignote alla civiltà. Su questi e altri temi ha scritto diversi saggi, uno dei quali, il Grande libro delle religioni, edito per Arnoldo Mondadori Editore, è stato tradotto in cinque lingue.
Come scrittore ha pubblicato opere di narrativa per ragazzi, romanzi, e, sempre per Mondadori, un'ampia serie di raccolte di fiabe e storie tradizionali provenienti da varie regioni del mondo.
Ha svolto una vastissima opera di cura editoriale, traduzione e commento di classici della narrativa stranieri da originali provenienti da varie aree linguistiche: inglese, tedesco, spagnolo, francese.
Sterminata la schiera dei titoli da lui curati, tradotti e commentati – oltre 600 – tra i cui autori si possono citare, a titolo di esempio, narratori o saggisti come Herman Melville, Thomas Mann, Miguel de Cervantes, Calderón de la Barca, Luis de Góngora, Victor Hugo, Hermann Hesse, J. R. R. Tolkien, San Juan de la Cruz, Wolfgang Goethe, Lope de Vega, George Bernard Shaw, Doris Lessing, Erich Fromm, Bram Stoker.

## Opere

### Narrativa
- Il ponte su Venezia, Il Cavallino, Venezia, 1951
- Onan, Sugar, Milano, 1964
- Viaggio dalla Sicilia al continente, Csapp, Milano, 1980
- Dottor Sottile, Spirali, Milano, 1984
- Sigfrido, Mondadori, Milano, 1981
- Scimmiotto, Mondadori, Milano, 1983
- La perla, Sonzogno, Milano, 1991
- Gonçalvo o la menzogna, Baroni, Viareggio, 1999
- La parte oscura, La Nave, Milano, 1999.
- Poco fa, altrove, Baroni, Viareggio, 2003
- Vuoti di memoria, Bevivino, Milano, 2004
- Orellana, Spirali, Milano, 2006

### Saggistica
- Cocteau, interprete del reale, Il Cavallino, Venezia, 1957
- Il Natale ha 5000 anni, Sugar, Milano, 1958; Bevivino, Milano, 2007
- Il secolo dei libertini, Mediterranee, Roma, 1961
- L'opera di Antonio Calderara, Scheiwiller, Milano, 1962
- Sesso e mito, Sugar, Milano, 1962; Longanesi, Milano, 1974; Simon & Schuster, New York, 1975
- Antonio Calderara, dipinti 1926–1971, Skira, Milano, 2004
- Il massacro, moventi e storia del militarismo, Sugarco, Milano, 1963; Suhrkamp, Francoforte sul Meno, 1971
- Sessuofobia, Sugarco, Milano, 1965
- Saint-John Perse, Fabbri, Milano, 1970
- Solzenicyn, Fabbri, Milano, 1971
- Beckett, Fabbri, Milano, 1972
- La perversione inesistente ovvero il fantasma del potere, La Salamandra, Milano, 1977
- Prolegomeni alla macchina, La Salamandra, Milano, 1980
- Nascita della follia, Mondadori, Milano, 1980
- Enciclopedia della medicina alternativa, Fabbri, Milano, 1980
- Il cuore dell'Africa, Touring Club Italiano, 1987[6]
- Il traduttore libertino, Spirali, Milano, 1997
- Collezione Calderara (con Gillo Dorfles), Skira, Milano, 1998
- Il vampiro dentro di noi, in: Vampiri. Miti, leggende, letteratura, cinema, fumetti, multimedialità; Milano, Editrice Nord, 1998. ISBN 978-88-429-1059-6
- Il grande libro delle religioni, Mondadori, Milano 2002; Hachette, Parigi, 2003
- Che cos'è il Buddismo?, Mondadori, Milano, 2003
- Dominio. Potere, Religione, Guerra, Bevivino, Milano, 2004
- Zibaldone 2, Bevivino, Milano, 2006
- L'Onnifavola, Bevivino, Milano 2010

### Libri d'arte
- Picasso e Lazykin, Spirali, 2007
- Mary Palchetti e Sofonisba Anguissola, Spirali, 2007
- G. B. Tiepolo e D'Addario, Spirali, 2006
- Artemisia Gentileschi e Vincenzo Accame, Spirali, 2005

Piccoli contributi in:
- Gunter Roth, La scultura del volo, Spirali, 2010
- Antonio Vangelli, L'uomo, il giardino, la luce, Spirali, 2010
- Alfonso Frasnedi, La galleria del tempo, Spirali, 2011

### Libri di viaggio
- Vienna, Mondadori, Milano, 1983
- Parigi, Mondadori, Milano, 1984
- Londra, Mondadori, Milano, 1985
- Messico, Touring Club Italiano, Milano, 1988
- India, Touring Club Italiano, Milano, 1991
- Egitto, Touring Club Italiano, Milano, 1992
- Corea, Touring Club Italiano, Milano, 1993
- Istanbul, Touring Club Italiano, Milano, 1993
- Marocco, Touring Club Italiano, Milano, 1993
- Brasile, Touring Club Italiano, Milano, 1995

### Cura di opere per vari editori
Tra le principali, con relativa introduzione, traduzione, note e bibliografia:
- Taipi di Herman Melville, Feltrinelli, Milano 1957; Mondadori, Milano, 1984
- La nave di legno di Hans Henny Jahnn, Rizzoli, Milano, 1966; Rosellina Archinto, Milano, 1994
- Racconti - Poesie di Eichendorff, Fabbri, Milano, 1987
- Commentari reali degli Incas di Garcilaso de la Vega el Inca (Lisbona 1609), Rusconi, Milano, 1977-1996
- Dracula di Bram Stoker, Oscar Mondadori, Milano, 1979
- Novantatré di Victor Hugo, Oscar Mondadori, Milano, 1983
- La via del samurai di Yukio Mishima, Bompiani, Milano, 1983
- La nave dei folli di Sebastian Brant (1494), Spirali, Milano, 1984
- Novelle esemplari di Cervantes, Mondadori, Milano, 1986
- Il Decamerone nero di Leo Frobenius, Rizzoli, Milano, 1987
- L'arte fiamminga di AA VV, Bompiani, Milano, 1988
- Dizionario storico del papato di AA VV, Bompiani, Milano, 1996
- Il canone occidentale di Harold Bloom, Bompiani, Milano, 1996
- Collana “Classici dell'erotismo”, Sonzogno, Milano 1983-1994 (30 volumi)
- Storia Generale del Perù, di Garcilaso de la Vega el Inca, BUR, Milano, 2001

### Principali traduzioni

#### Dal tedesco
- Jelena Hahl-Koch, Kandinsky, Fabbri, Milano, 1994
- Joachim Fest, Hitler, Rizzoli, Milano, 1974; BUR, Milano, 1996
- Goethe, Le affinità elettive, Fabbri, Milano, 1989
- Hans Henny Jahnn, La nave di legno, Fabbri, Milano, 1989
- Sebastian Brant, La nave dei folli, Spirali, Milano, 1984
- Paul Klee, Teoria della forma e della figurazione, Feltrinelli, Milano, 1959
- Hermann Hesse, Fiabe, Mondadori, Milano, 1981
- Hermann Hesse, Leggende, Mondadori, Milano, 1981
- Hauptmann, Teatro, Fabbri, Milano, 1972
- Manfred Köhnlechner, Prodigi realizzabili, Mondadori, Milano, 1986[7]
- Lukács, Teoria del romanzo, Pratiche, Parma, 1994
- Nolte, I tre volti del fascismo, Sugarco, Milano, 1966
- Thomas Mann, Racconti, Fabbri, Milano, 1974
- Thomas Mann, Tristano, La morte a Venezia, Cane e padrone, R. C. S. ,1985
- Géza Róheim, Psicoanalisi e cultura, Rizzoli, Milano, 1976
- Arnold Zweig, La scura di Wandsbeck, Feltrinelli, Milano, 1964
- Joseph Freiherr von Eichendorff, Racconti - Poesie, Fabbri, Milano, 1974 (con introduzione mia)
- Albert Speer, Diari segreti di Spandau, Mondadori , Milano, 1976

#### Dal francese
- Marguerite Yourcenar, L’opera al nero, in Opere, Bompiani, Milano, 1993
- Marguerite Yourcenar, Racconto azzurro, Bompiani, Milano, 1989
- Antoine de Saint-Exupéry, Il piccolo principe, BUR, Milano, 1993
- Antoine de Saint-Exupéry, Opere, Bompiani, Milano, 1994
- Jean-Baptiste Duroselle, Storia dell'Europa, Bompiani, Milano, 1992
- André Leroi-Gourhan, Le religioni della preistoria, Rizzoli 1970
- Georges Duby, Storia della Francia, Bompiani, Milano, 1987
- Alain Corbin, Storia sociale degli odori, Mondadori, Milano, 1983[8]
- François Furet, Mona Ozouf, Dizionario critico della Rivoluzione Francese, Bompiani, Milano, 1988
- Jean Clair (a cura di), Picasso, Fabbri, Milano, 1998
- Christian Jacq, La serie dei romanzi su Ramses, Mondadori, Milano, 1997–1998
- Christian Jacq, L'affare Tutankhamon, Bompiani, Milano, 1997[9]
- Wim Blockmand, Una storia del potere in Europa, Fonds Mercator-Bompiani, Milano, 1997
- Cousteau, Oceani, Fabbri, Milano, 1987
- Victor Hugo, Novantatre, Mondadori, Milano, 1984
- Stephen Zunes, La scatola esplosiva. La politica americana in Medio Oriente e le radici del terrorismo, Jaca Book, Milano, 2003[10]
- Max Gallo, Caesar, Mondadori, Milano, 2004
- AA.VV., Van Gogh, Mecator Fonds, Bruxelles, 2005; Linea d'ombra Libri, Treviso 2005
- Alain Boreau, Satana eretico, Baldini& Castoldi Dalai, Milano, 2006
- AA.VV., Dizionario dell'omofobia, Bevivino, Milano, 2006, coedizione con Presses Universitaires de France, Parigi

#### Dall'inglese
- Dora Lessing, La noia di essere moglie, Feltrinelli, Milano, 1967
- Dora Lessing, La trilogia di Martha Quest, Feltrinelli, Milano, 1970
- Doris Lessing, I figli della violenza, Feltrinelli, Milano, 1975
- Moshe Dayan, Storia della mia vita, Arnoldo Mondadori Editore, 1976
- Anwar al-Sadat, In cerca di una identità, Arnoldo Mondadori Editore, 1978
- Michihiko Hachiya, Diario di Hiroshima, Feltrinelli, 1953-SE , Milano, 2005
- Mary Barnes, Viaggio attraverso la follia, Rizzoli, Milano, 1981
- M.D. Coe, I Maya, Newton & Compton, Roma, 1998
- Hiram Bingam, La città perduta degli Inca, Newton & Compton, Roma, 1997
- Laurence Rees, Nazisti, Newton & Compton, Roma, 1998
- G.L. Mosse, Le origini culturali del Terzo Reich, Il Saggiatore, Milano, 1968
- K.O. Morgan, Storia dell'Inghilterra, Bompiani, Milano, 1985
- Vatsayayama, Kama Sutra, Glénat, 1992
- N.V. Riasonovsky, Storia della Russia, Bompiani, Milano, 1989
- Jean-Jacques Servan-Schreiber, La sfida mondiale, Mondadori, Milano, 1985
- Leslie A. Fiedler, La macchia, Rizzoli, Milano, 1972
- Edith Wharton, Storie di fantasmi, Sonzogno, Milano
- Harold Bloom, Il canone occidentale, Bompiani, Milano, 1997
- Harold Bloom, D. Rosenberg, Il libro di J., Leonardo, Milano, 1992
- Keith Thomas, La religione e il declino della magia, Mondadori, Milano, 1985
- John Boardman, La ceramica antica, Mondadori, Milano, 1984
- John Spike, Angelico, Fabbri, Milano, 1996
- Leo Steinberg, La sessualità di Cristo, Il Saggiatore, Milano, 1991
- Bram Stoker, Dracula, Mondadori, Milano, 1994
- H. Melville, Taipi, Mondadori, Milano, 1987
- C. Beckwith, A. Fisher, Corno d'Africa, Idea Libri, 1991
- Donald Engels, Storia del gatto, Piemme, 2001
- Richard Ellis, Il calamaro gigante, Piemme, Milano, 1999
- Barbara Hannah, Vita e opere di C.G. Jung, Rusconi, Milano, 1980
- J.R.R. Tolkien, Il Silmarillion, Bompiani, 2000
- Thomas S. Szasz, Il mito della malattia mentale (II edizione), Spirali, Milano, 2003
- J. L. Burke, Due per il Texas, Meridiano Zero, Padova, 2004
- E. Rutherfurd, I principi d'Irlanda, Mondadori, 2004
- Thomas S. Szasz, Farmacrazia, Spirali, Milano, 2005
- AA.VV., ISMI, Motta, Milano, 2005

#### Dal danese
- Hans Christian Andersen, Il libro di Christine, Mondadori, Milano, 1984

#### Dallo spagnolo
- Miguel de Cervantes, Novelle esemplari, Mondadori, Milano, 1985
- Lope de Vega, Teatro, Fabbri, Milano, 1978
- Calderón de la Barca, La vita è sogno, Fabbri, Milano, 1976
- Garcilaso de la Vega el Inca, Commentari Reali degli Incas, Rusconi, Milano, 1977-1996 e 2000
- Garcilaso de la Vega el Inca, Storia generale del Perù, Rizzoli, Milano, 2002
- Haroldo Conti, Mascaró, il cacciatore americano, Bompiani, Milano, 1983
- Fernando Arrabal, Goya e Dalí, Spirali, Milano, 1996
- Núria Masot, L'ombra del templare, Mondadori, Milano, 2005

#### Dal portoghese
- Thiago de Mello, Amazzonia patria dell'acqua, Civilizaçao brasileira, Rio de Janeiro, 1989
- Giovanni Gallo, L'uomo imploso, Secult/Parà, 1996

#### Dal serbo-croato
- Milovan Gilas, Compagno Tito, Mondadori, Milano, 1980

#### Da varie lingue
- AA. VV., Dizionario storico del papato, Bompiani, Milano, 1996
- AA. VV., I Celti, Catalogo della mostra di Venezia, Bompiani, Milano, 1991
- AA. VV., L'arte nel mondo (18 volumi), Rizzoli, Milano, 1972-1978
- AA. VV., L'arte fiamminga, Fabbri, Milano, 1988
- AA. VV., Dizionario dei fascismi, Bompiani, Milano, 2003
- AA. VV., Vetrate medievali in Europa, Jaca Book, Milano, 2003
- 20 voll. della Coll. L'arte nel mondo, Rizzoli, Milano, 1967-1977
- 21 voll. della Coll. International Library, (Italia, Francia, Gran Bretagna, Germania, Stati Uniti), Rizzoli Editore, Milano, 1970-1980

#### Opere per ragazzi
Numerose sono le opere per ragazzi scritte, curate o soltanto tradotte da Saba Sardi, frutto di un'attività pluridecennale, di cui è in parte andata perduta la documentazione. Il seguente elenco si limita alle principali, indicando tra parentesi se si tratta di opere originali, di curatele con o senza traduzione, e di traduzioni. Tra queste:
- Robert Louis Stevenson, Lo strano caso del Dottor Jekyll e del signor Hyde (traduzione), Mondadori, Milano, 1975
- Selma Lagerlof, Il viaggio meraviglioso di Nils Holgersson (traduzione e riduzione), Mondadori, Milano, 1982
- Johann Davi Wyss, La famiglia Robinson (traduzione e riduzione), Mondadori, Milano, 1983
- Le fiabe classiche di tutto il mondo (cura e riscrittura delle favole dei 12 volumi), Mondadori, Milano - Kodansha, Tokio, 1983-84
- Il libro di Christine (cura e traduzione e saggio introduttivo), Mondadori, Milano, 1984
- C'era una volta (cura e riscrittura delle favole), Mondadori, Milano, 1985
- C'era due volte (cura e riscrittura delle favole), Mondadori, Milano, 1986
- Shakespeare raccontato ai ragazzi (riscrittura per ragazzi dei principali drammi), Mondadori, Milano, 1986
- R.L. Stevenson, Rapito (traduzione), Mondadori, Milano, 1986
- R.L. Stevenson, Un giardino di versi (cura e traduzione in rima), Mondadori, Milano, 1987
- Kate Greenaway, Il libro dei compleanni (cura e traduzione in rima), Mondadori, Milano, 1988
- Miti e leggende da tutto il mondo (cura e riscrizione dei testi), Mondadori, Milano, 1989
- Ted Hughes, Tzanne il Vampistrello e il bacio di verità (traduzione), Mondadori, Milano, 1993
- Kate Gilmore, Bren e le tre streghe (traduzione), Mondadori, Milano, 1998
- Nancy Farmer, Una ragazza chiamata disastro (traduzione), Mondadori, Milano 1998
- Helen Kim, La lunga stagione della pioggia (traduzione), Mondadori, Milano 1998
- Christopher Paul Curtis, Alabama 1693 (traduzione), Mondadori, Milano 1998